# Championnat d'Allemagne de football 1928-1929
Navigation
Meisterschaft
(Verbandsligen)
1927-1928 Meisterschaft
(Verbandsligen)
1929-1930
La saison 1928-1929 du Championnat d'Allemagne de football était la 22e édition de la première division allemande.
Seize clubs participent à la compétition nationale, il s'agit des clubs de 7 régions d'Allemagne. Le championnat national est disputé sous forme de coupe à élimination directe.
Le SpVgg Fürth remporte le titre en s'imposant en finale face au Hertha Berlin, finaliste malheureux pour la 4e année consécutive. Fürth gagne le 3e titre de champion d'Allemagne de son histoire.

## Les 16 clubs participants
- Baltique : VfB Königsberg - SC Titania Stettin
- Brandebourg : Tennis Borussia Berlin - Hertha Berlin
- Centre : Wacker Leipzig - Dresdner SC
- Nord : Hambourg SV - Holstein Kiel
- Sud : SpVgg Fürth - FC Nuremberg - Bayern Munich
- Sud-Est : Preussen Hindenburg - SC Breslau 1908
- Ouest : Fortuna Düsseldorf - MSV Duisbourg - Schalke 04

## Compétition
La compétition a lieu sous forme de coupe, avec match simple.

### Premier tour
- Tous les matchs ont eu lieu le 16 juin 1929.

| Équipe 1                    | Résultat | Équipe 2           |
| --------------------------- | -------- | ------------------ |
| Bayern Munich               | 3 - 0    | Dresdner SC        |
| Holstein Kiel               | 1 - 6    | FC Nuremberg       |
| Wacker Leipzig              | 1 - 5    | Schalke 04         |
| MSV Duisbourg               | 2 - 3    | Hambourg SV T      |
| Preussen Hindenburg         | 1 - 8    | Hertha Berlin      |
| VfB Königsberg              | 1 - 2    | SC Breslau 1908    |
| SpVgg Fürth                 | 5 - 1    | Fortuna Düsseldorf |
| Tennis Borussia Berlin a.p. | 3 - 2    | SC Titania Stettin |

### Quarts de finale
- Tous les matchs ont eu lieu le 30 juin 1929.

| Équipe 1             | Résultat | Équipe 2               |
| -------------------- | -------- | ---------------------- |
| FC Nuremberg         | 3 - 1    | Tennis Borussia Berlin |
| Schalke 04           | 1 - 4    | Hertha Berlin          |
| SC Breslau 1908 a.p. | 4 - 3    | Bayern Munich          |
| Hambourg SV T        | 1 - 4    | SpVgg Fürth            |

### Demi-finale
- Tous les matchs ont eu lieu le 7 juillet 1929.

| Équipe 1      | Résultat | Équipe 2        |
| ------------- | -------- | --------------- |
| Hertha Berlin | 0 - 0    | FC Nuremberg    |
| SpVgg Fürth   | 6 - 1    | SC Breslau 1908 |
| Hertha Berlin | 3 - 2    | FC Nuremberg    |

### Finale
| 28 juillet 1929 | SpVgg Fürth | 3 - 2 | Hertha Berlin | Nuremberg |  |
|                 |             |       |               |           |  |

## Bilan de la saison
| Tableau d'Honneur                   |             |
| Compétition                         | Vainqueur   |
| Championnat d'Allemagne de football | SpVgg Furth |